# برزی (ناحیه ژدار ناد سازاوو)
برزی (به چکی: Březí) یک منطقهٔ مسکونی در جمهوری چک است که در ناحیه ژدار ناد سازاووو واقع شده‌است. برزی ۶٫۲۶ کیلومتر مربع مساحت و ۱۸۳ نفر جمعیت دارد و ۵۲۴ متر بالاتر از سطح دریا واقع شده‌است.